# أندريو بارومان
أندريو بارومان (بالإنجليزية: Andrew Barrowman)‏ (27 نوفمبر 1984 في المملكة المتحدة - ) هو لاعب كرة قدم بريطاني في مركز الهجوم. شارك مع منتخب اسكتلندا تحت 19 سنة لكرة القدم. أما مع النوادي، فقد لعب مع برمنغهام سيتي ودونفرملين أثلتيك وكوين أوف ساوث ونادي إنفرنيس ونادي بلاكبول ونادي روس كاونتي ونادي كيلمارنوك ونادي والسول ونادي مانسفيلد تاون ونادي كرو ألكساندرا ونادي دندي ونادي ألبيون روفرز ونادي غرينوك مورتون ونادي ليفينغستون لكرة القدم.

## وصلات خارجية
- أندريو بارومان على موقع الاتحاد الأوربي (الإنجليزية)
- أندريو بارومان على موقع قاعدة بيانات كرة القدم.إي يو (الإنجليزية)
- أندريو بارومان على موقع Soccerbase.com (لاعب) (الإنجليزية)
- أندريو بارومان على موقع عالم كرة القدم.نت (الإنجليزية)